# Patera (archeologia)
La pàtera (in greco phiale) è una coppa usata per offrire bevande durante i sacrifici rituali. Generalmente a forma di scodella o tazza poco profonda con un'ansa con la funzione di manico, la si usava per versare liquidi, in particolare vino o latte, sulla testa delle vittime o sull'ara prima del sacrificio.

## Alcuni esempi dipatera

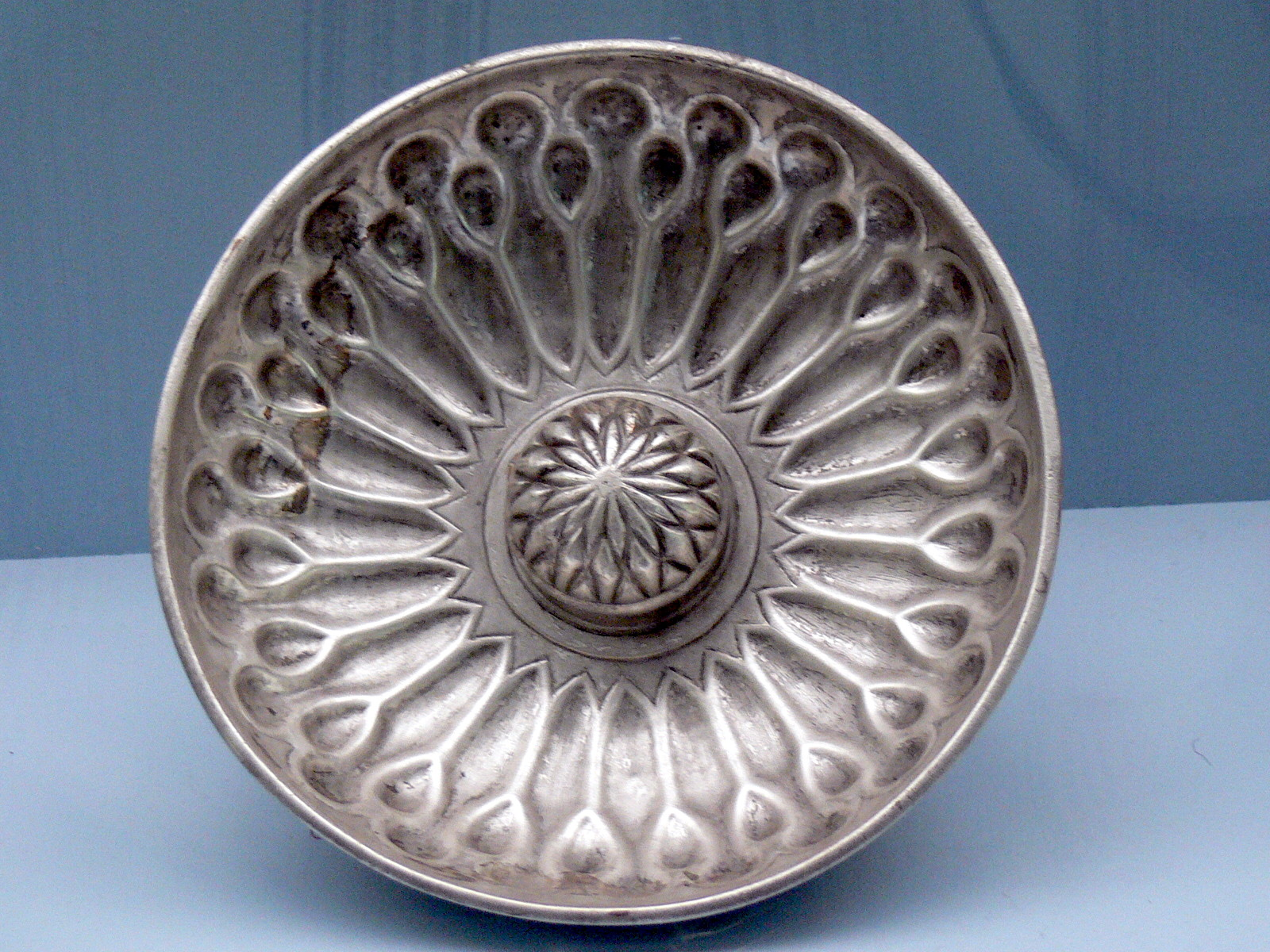
Vaso rituale d'argento (620-590 a.C.), dal villaggio di Bayindir, Elmali, oggi in Turchia
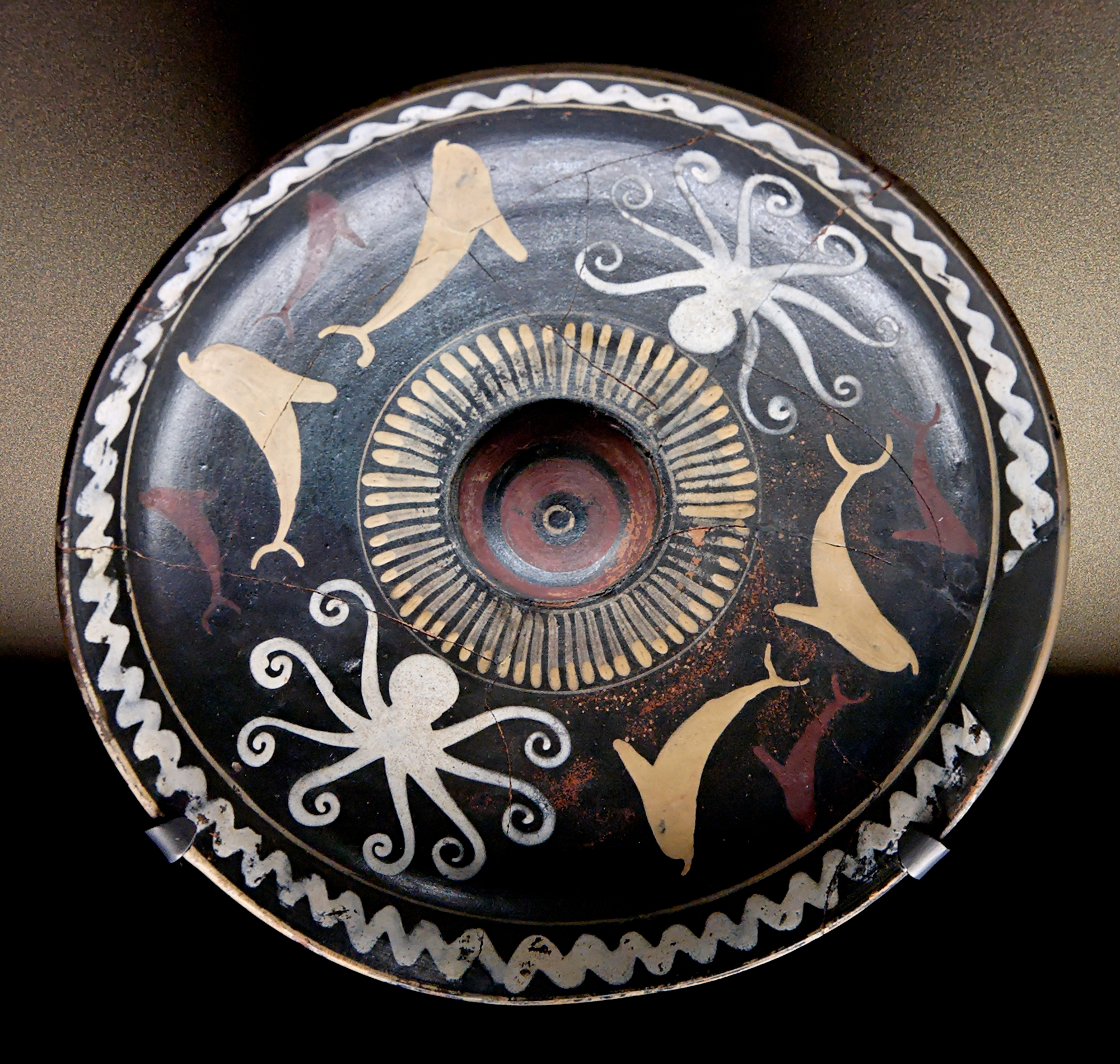
Motivo con piovra e delfini su un piatto di ceramica (510-500 a.C., da Eretria, Eubea)
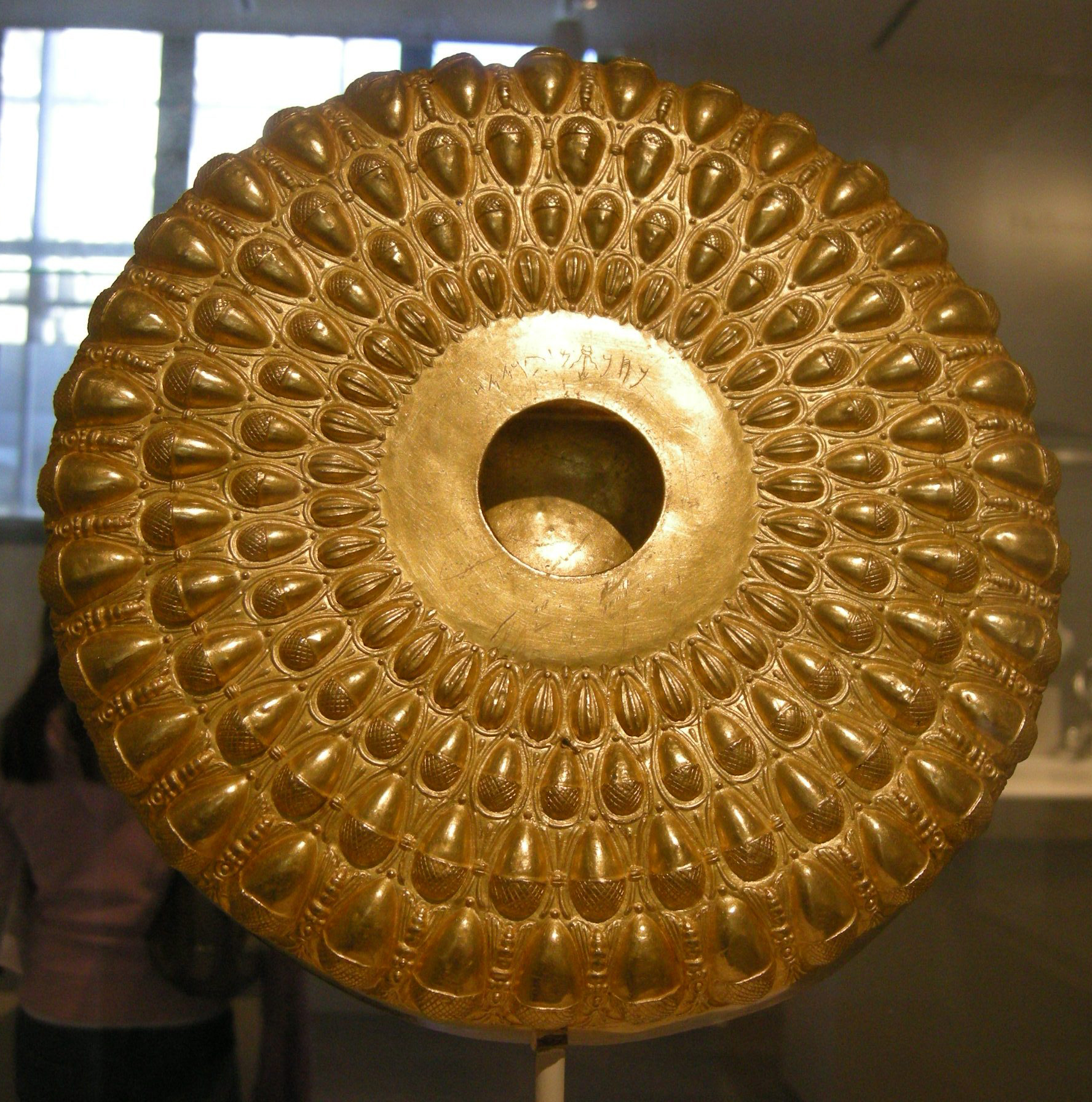
Vaso rituale d'argento (IV-III secolo a.C.)
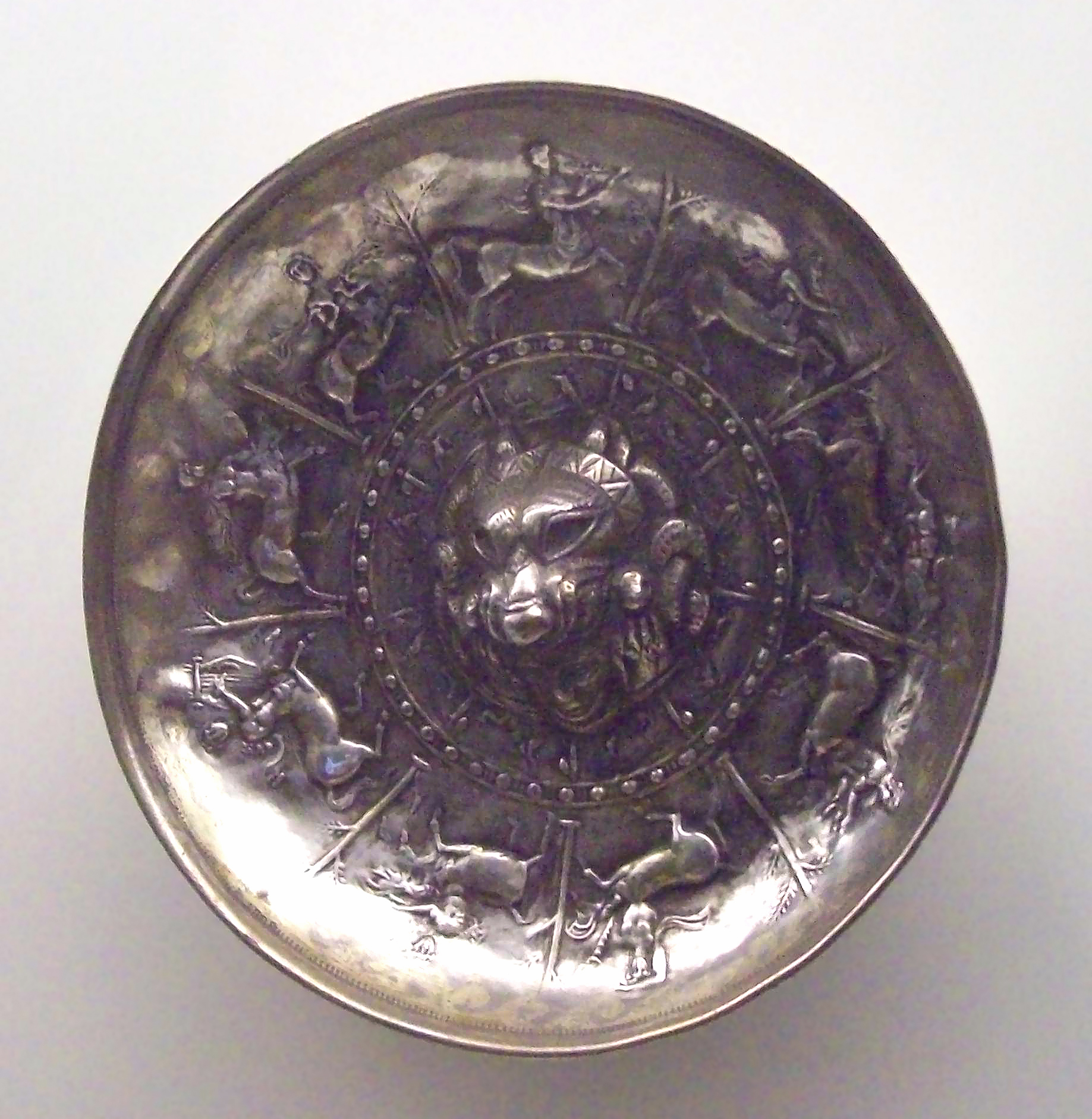
Vaso rituale d'argento dalla Hispania (Spagna romana), II-I secolo a.C.
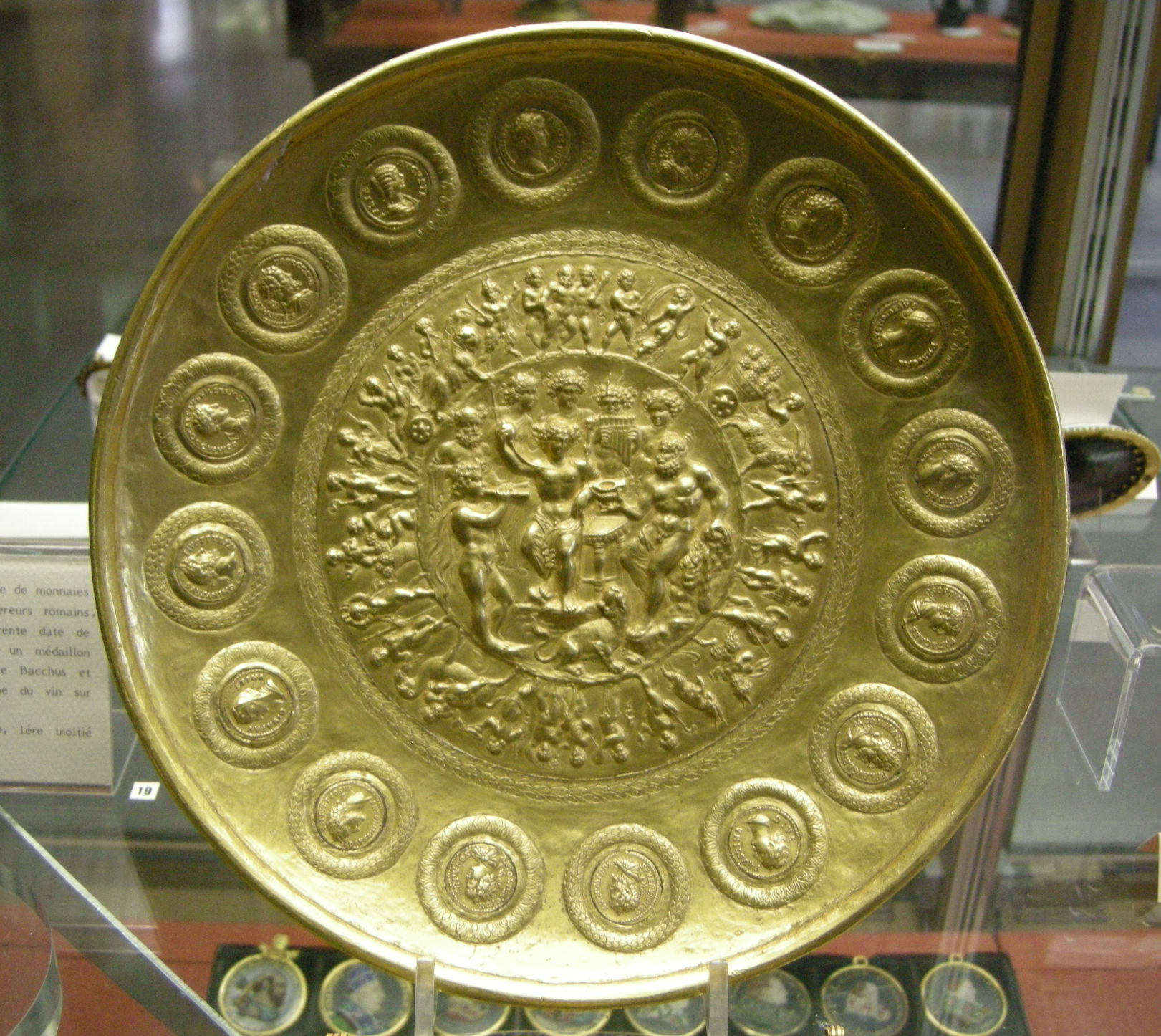
Patera d'oro di Rennes, decorata con monete imperiali da Adriano a Geta; al centro un medaglione con Bacco e Ercole (metà del III secolo d.C.)

## Nella monetazione romana
| Traiano, Nerva e il padre naturale | Traiano, Nerva e il padre naturale | Traiano, Nerva e il padre naturale                                                                                          | Traiano, Nerva e il padre naturale | Traiano, Nerva e il padre naturale | Traiano, Nerva e il padre naturale  | Traiano, Nerva e il padre naturale |
| Immagine                           | Valore                             | Dritto | Rovescio | Datazione                          | Peso; diametro                      | Catalogazione                      |
| ---------------------------------- | ---------------------------------- | --- | --- | ---------------------------------- | ----------------------------------- | ---------------------------------- |
|                                    | Denario                            | IMP TRAIANUS AVG GER DAC P M TR P COS VI P P, testa laureata a destra.                                                      | DIVUS PATER TRAIAN, il Divus Pater Traiani (deificazione del padre di Traiano) seduto su una sedia curule verso sinistra, tiene una patera ed uno scettro.                  | 112-115                            | 19 mm, 3,31 gr, 7 h, Zecca di Roma; | RIC Traianus, II, 252; RSC 140.    |
|                                    | Aureo                              | IMP CAES TRAIAN HADRIANO AVG DIVI TRA(iani) PART(hicus) F(ilii), testa laureata verso destra, busto con mantello e corazza. | DIVI NER(ae) NEP(oti) P M TR P COS, la Concordia seduta a sinistra con una patera ed alcune cornucopiae sotto la sedia, la statua della Speranza dietro; CONCORD in esergo. | 117-118                            | 7 gr;                               | RIC Hadrianus, II, 14.             |